# Myghart
Myghart – wieś w Armenii, w prowincji Lorri. W 2011 roku liczyła 429 mieszkańców.